# Craig Shakespeare
Craig Robert Shakespeare (26 tháng 10 năm 1963 – 1 tháng 8 năm 2024) là một cựu cầu thủ bóng đá chuyên nghiệp và huấn luyện viên người Anh, hiện tại đang là huấn luyện viên của câu lạc bộ Leicester City ở Giải bóng đá Ngoại hạng Anh. Là một tiền vệ, ông ta bắt đầu sự nghiệp chơi bóng ở câu lạc bộ Walsall với hơn 350 lần ra sân. Sau một thời gian ngắn với Sheffield Wednesday, ông ta cũng thi đấu hơn 100 trận cho cả West Bromwich Albion và Grimsby Town.
Với vai trò huấn luyện viên, Shakespeare đã làm việc ở West Bromwich Albion, Leicester City và Hull City. Ông ta có thời gian ngắn ngủi làm huấn luyện viên tạm quyền ở West Brom vào năm 2006 và đóng vai trò tương tự ở Leicester vào tháng 2 năm 2017 trước khi được bổ nhiệm làm huấn luyện viên vào tháng 3.
Vào ngày 12 tháng 10 năm 2023, có thông báo rằng Shakespeare đã được chẩn đoán mắc bệnh ung thư. Ông qua đời vào sáng ngày 1 tháng 8 năm 2024, thọ 60 tuổi.

## Danh hiệu

### Walsall
- Thắng play-off Third Division: 1988